# Jermaine Turner
Jermaine Turner (Brooklyn, 29 luglio 1974) è un ex cestista e allenatore di pallacanestro statunitense naturalizzato irlandese.

## Palmarès
- Campionato irlandese: 3

St. Vincents: 2005-06
Killester: 2009-10, 2010-11
- Coppa d'Irlanda: 1

Killester: 2010
- LNB: 1

SAV Vacallo: 2004-05